# Cormot-le-Grand
Cormot-le-Grand foi uma antiga comuna francesa na região administrativa da Borgonha-Franco-Condado, no departamento de Côte-d'Or. Estendia-se por uma área de 5,96 km². Em 2010 a comuna tinha 220 habitantes (densidade: 36,9 hab./km²).
Em 1 de janeiro de 2017, passou a fazer parte da nova comuna de Cormot-Vauchignon.